# Nationaal Park Sächsische Schweiz
Het Nationaal park Saksisch Zwitserland (Duits: Nationalpark Sächsische Schweiz) is ongeveer 9350 ha groot. Het bestaat sinds 1990 en ligt oostelijk van Dresden aan de Tsjechische grens, aan de bovenloop van de Elbe in de Duitse deelstaat Saksen.

## Het gebied
De Sächsische Schweiz bestaat uit twee gescheiden gebieden in de Landkreis Sächsische Schweiz. Namelijk de steden en gemeenten Bad Schandau, Hohnstein, Kirnitzschtal, Königstein, Lohmen, Porschdorf, Kurort Rathen, Sebnitz, Stolpen en Stadt Wehlen.
Samen met het omringende Landschaftsschutzgebiet vormt het nationaal park de Nationalparkregion Sächsische Schweiz. Het beschermde zandsteengebergte loopt door over de Tsjechische grens en heet daar Nationaal park České Švýcarsko (Boheems Zwitserland).

## Kenmerken van het park
Het hoogste punt van is 556 meter boven NN.
Het zandsteengebergte is ontstaan in de Krijttijd. Oorspronkelijk was dit een zeebodem waarop zich zand en schelpdieren afzetten die samen het gesteenten vormden. De 600 meter dikke zandplaat die hierdoor ontstond is na het dalen van de zeespiegel door erosie sterk verbrokkeld waardoor het huidige rotslandschap ontstond (waaronder de bekende Bastei). Dit is doorsneden door diepe dalen waarvan de bodem met mossen is bedekt.
In het park wordt aan klimsport gedaan. De Malerweg loopt door het gebied.

## Fauna
In het park leven verscheidene diersoorten waaronder uilen, haviken, zwarte ooievaars, ijsvogels, verschillende soorten spechten en vleermuizen, everzwijnen, edelherten, marters, adders, ringslangen en in het water forel en zalm.